# Vlámské společenství
Vlámské společenství (také Vlámská komunita, nizozemsky Vlaamse Gemeenschap, francouzsky Communauté flamande, německy Flämische Gemeinschaft) je jedno ze tří společenství Belgie. Před rokem 1980 bývalo označováno také jako Nizozemské společenství.
Pojem společenství lze v rámci Belgie chápat dvěma odlišnými způsoby:
1. Společenství lze chápat jako komunitu, která zastupuje na politické, kulturní a společenské úrovni jeden národ, a to prostřednictvím vlámských organizací, médií atp. Takové společenství lze také označit jako Vlámský národ, podobně jako v jiných zemích například národy Skotů nebo Katalánců.
2. Častěji se společenstvím v Belgii rozumí rozdělení země podle jazykového principu na Vlámské, Francouzské a Německojazyčné společenství a s tím také související dělení některých institucí z právního hlediska. Hranice Francouzského a Vlámského společenství se pak překrývá v Regionu Brusel-hlavní město, který je bilingvní.

Specifikem Vlámského společenství je shodná územní hranice s Vlámským regionem. V roce 1980 byly kompetence Vlámského společenství a Vlámského regionu sjednoceny a správu tak nyní vykonává jednotný Vlámský parlament se sídlem v Bruselu. Ostatní regiony a společenství Belgického království podobným sjednocením nedisponují.

## Právní moc
Podle belgické ústavy odpovídá společenství za:
- vzdělání
- kulturu a jazyk společenství (s výjimkou ekonomických aspektů, které spadají pod vyšší regionální nebo federální instituce)
- některé části zdravotnictví (má v kompetenci část veřejného zdravotnictví v zemi)
- zahraniční rozvojovou spolupráci v rámci celého společenství

Po sjednocení pravomocí Vlámského společenství a Vlámského regionu odpovídá společenství dále za:
- zemědělství (podstatná část kompetencí v tomto odvětví je přímo ustanovena Evropskou unií)
- veřejné práce a regionální hospodářský rozvoj
- energetiku (jaderná energetika je nadále řízena federálními orgány)

Členové Vlámského parlamentu, kteří byli zvoleni v Regionu Brusel-hlavní město, nemají během svého funkčního období právo hlasovat v záležitostech Vlámského regionu, mohou hlasovat pouze v záležitostech společenství. Věci regionu jsou podřízeny přímo Bruselskému parlamentu. Z právního hlediska není Vlámské společenství zodpovědné za jednotlivé obyvatele, ale za vlámské instituce, jako jsou divadla, knihovny, muzea, školy atd., a to v rámci Vlámského regionu a Regionu Brusel-hlavní město.

## Jazyk
Oficiálním jazykem pro úřední styk Vlámského společenství je nizozemština, která bývá ve Vlámsku označována jako vlámština. Vlámština je označení pro dialekty nizozemštiny užívané ve Vlámsku. Jazyk je úřední jak pro Vlámský region, tak také pro Region Brusel-hlavní město. Společně s francouzštinou je oficiálním jazykem belgické federální vlády. Některé veřejné služby při hranicích s Valonským regionem využívají francouzštinu také ve Vlámském regionu.
Někdy bývá vlámština označována přímo za jazyk pro oficiální úřední styk ve Vlámském regionu. Takové označení je nesprávné, ve školách se vyučuje spisovná nizozemština, ale její jednotlivé dialekty jsou předávány z generace na generaci.
Samotné vlámské dialekty se liší v jednotlivých regionech. Tato skutečnost je ovlivněna především přílivem a odlivem Vlámů z jednotlivých regionů. Vlámština užívaná v Regionu Brusel-hlavní město se podobá spisovné nizozemštině, avšak výslovnost je silně ovlivněna francouzštinou. Dialekt vlámštiny původních obyvatel Bruselu je označován jako brabantská vlámština. Často se také uvádí, že téměř každá obec má vlastní dialekt.
26. dubna 2006 schválil Vlámský parlament znakovou řeč pro neslyšící ve Flandrech. Zavázal se tak ke správnosti tohoto jazyka a k jeho respektování.

## Vlámské instituce
Některé správní povinnosti Vlámského regionu jsou přeneseny na úroveň provincií v tomto regionu, s tím také souvisí provinční úřady a instituce. Řada z nich však sídlí přímo v Regionu Brusel-hlavní město, ale vykonávají správu pro Vlámský region. Takové instituce nemohou své povinnosti přenášet na správní úroveň provincií. Správa některých sociálních a kulturních organizací byla vykonávaná jak na úrovni jednotlivých provincií, tak na úrovni celého regionu (a společenství), proto vytvořilo Vlámské společenství Komisi Vlámského společenství (nizozemsky Vlaamse Gemeenschapscommissie, zkratka VGC), která přenáší některé správní úkony na orgány společenství a jiné na provinční a menší regionální organizace a úřady. VGC zřídila ve společenství komunitní centra (nizozemsky gemeenschapscentra) pro některé veřejné služby.

## Média
Ve Vlámsku působí řada televizních a rozhlasových stanic, které vysílají v nizozemštině. Pro celý region vysílá televizní a rozhlasová stanice VRT (Vlaamse Radio- en Televisieomroep) a od roku 1989 několik soukromých stanic. Mimo tyto působí v regionu také několik menších vysílacích společností, jejichž působnost se vztahuje jen na některé části Vlámského regionu nebo na samotné provincie. V tištěné podobě vychází také množství deníků. Mezi renomované vlámské patří deníky De Tijd, De Morgen a De Standaard, spíše bulvární charakter mají deníky Het Laatste Nieuws a Het Nieuwsblad. Ve Vlámsku vychází také různé časopisy.